# フラクタル (テレビアニメ)
『フラクタル』 (FRACTALE) は、A-1 Pictures制作の日本のテレビアニメ。2011年1月から3月までフジテレビ・ノイタミナ枠などで放送された。

## 概要
山本寛監督にとって初のオリジナルテレビアニメ。アニメーション制作はA-1 Picturesで、山本が当時、代表取締役を務めていたアニメ会社Ordetがプロダクション協力に加わっている。ストーリー原案は小説「クォンタム・ファミリーズ」で三島由紀夫賞を受賞している批評家・哲学者の東浩紀、シリーズ構成は岡田麿里が担当した。
山本ら3人は、この作品のために2009年12月から合宿を行うなどして企画を練って臨んだ。放映開始前、山本はオリジナルアニメシリーズを手掛けることについて「原点ともいえる冒険活劇に立ち戻ることができた事はありがたいと思っています」と周囲への感謝を述べるとともに「言いたいことは全部作品に込めました。作品を見てくださいとしか言いようがありません」と決意を語り、それに対して東は「今流行しているアニメとは違うものを作るんだ、という（山本の）熱意に共感しました」と述べていた。
「フラクタル」というタイトルは、監督の山本が、北野武が映画『TAKESHIS'』の仮タイトルとして発表していたものを流用した。
作品は32世紀のアイルランドを舞台としており、いくつかのエピソードでゴールウェイに実在する場所が登場する。物語の発端となる主人公クレインの住む島は東の提案にもとづきアラン島をモデルにしている。
フジテレビの「ノイタミナ」枠で放送されたが、番組枠の開設以来製作に関わってきたアスミック・エースは、本作を持ってスポンサーから撤退している。番組の視聴率が同枠のワースト記録を作ったことについて、フジテレビプロデューサーの山本幸治は「これは作品の良し悪しではなく、プロデューサーの責任だ。」と述べている。
番組終了後、東浩紀はインタビュー等で山本寛と脚本の方向性をめぐって対立し、一時は降板も考えていたことを明かしている。また山本の方は、2016年に岡田斗司夫と対談した際に「俺何やりたかったんだろう?と思って、非常に困ったのが『フラクタル』です」と当時を振り返っている。

## あらすじ
22世紀に確立された世界を管理する「フラクタルシステム」。それはネットワーク化された数兆の計算機の総体で、人体に「フラクタルターミナル」を埋め込みライフログを定期的に高々度浮遊サーバに送信することで全ての人が基礎所得を受け取ることができるシステムである。これによって、働く必要も争う必要もなくなり、人類は楽園のような生活を手に入れた。そして、「ドッペル」と呼ばれるアバターを使うことによって、どこでも好きな場所から自由にコミュニケーションを取れるようになって以来、多くの人は定住せずに悠々自適に暮らす個人主義の社会が形成されていた。
しかし、システムの恩恵が得られてから1000年が経過し、電波を中継する「バルーン」の殆どが故障し、システムは崩壊の危機にあった。だがもはやシステムを管理する「僧院」ですらシステムを修復する術を忘れてしまい、残された手段は再起動だけだった。
この世界で珍しく家を構えドッペルも持たない少年クレインは、ある日システム再起動の鍵となる僧院の少女・フリュネと出会う。クレインは、フラクタルシステムを否定する「ロストミレニアム」の一派「グラニッツ一家」に追われていた彼女を保護するが、翌日彼女はブローチを置いて消えてしまう。残されたブローチを解析すると、中からネッサと名乗る少女のドッペルが現る。
その後二人はグラニッツのエンリ達に拉致され、僧院の「星祭り」の妨害に連れて行かれる。そこでクレインは、ただの祭典だと思っていた星祭りが、実は体内のナノマシンをアップデートすることによって、フラクタルシステムに疑問を抱かないようにさせる洗脳行為であることを教えられる。その時クレインは僧院の人の中に、フリュネの姿と、彼女を「お姉さま」と呼ぶネッサと瓜二つの少女の姿を見つける。
グラニッツのリーダー・スンダはフリュネを拉致するが、それが切っ掛けとなり、僧院に指名手配されることとなる。クレイン達3人もグラニッツの船「ダナン」に乗り、逃亡生活を共にする。その道中、システムの故障によりシステム圏内を求めてさまよう難民の姿や、ロストミレニアムの「アラバスター」のディアス達が彼らを騙してターミナルを除去し、強引に仲間に引きこむ姿を見る。クレインは、ロストミレニアムのやり方に疑問を抱く一方で、彼らと生活するうちに、システムに魅力を感じなくなっていった。
それから暫くして、クレインとネッサはシステムが完全に機能している「完全都市」ザナドゥに偶然たどり着く。僧院のウィルス攻撃によって熱を出したネッサを、都市に住むミーガンとコリンが介抱するが、ミーガンは賞金欲しさに僧院に通報。それに気づいたクレインは逃げ出すが、コリンの攻撃によりクレインが重症を負ってしまう。助けに現れたフリュネは、通報を受けて現れたバローにクレインの治療と引き換えに投降する。
僧院のとある施設で目が覚めたクレインは、ネッサと瓜二つの少女「フリュネ」と再会する。クレインは彼女に案内された施設の中で、ガラス管の中に浮かぶ無数の「フリュネ」達と、その「フリュネ」達が次々と処分される様子を目撃する。グラニッツと共に駆けつけたネッサの力を借り、クレインはバローに弄ばれていたフリュネと共に逃げ出す。だが、アラバスターの攻撃によって施設が破壊され、少女のフリュネも犠牲となってしまう。
この事件をきっかけとして、僧院は祭司長モーランが全世界にロストミレニアムの排除する旨の演説を行い、フラクタルに依存する人々の敵意がロストミレニアムに向けられる。だが同時に、フリュネとネッサがシステム再起動の鍵となることに気づいていたディアスの意見により、僧院との全面対決が決まり、ロストミレニアムは僧院の本拠地である「軌道エレベーター」へと向かう。スンダに村に残るように命じられた3人は「ずっと一緒にいようと」約束するが、フリュネは祭司長モーランを説得して全てを終わらせるため、また一人で僧院へと行ってしまうが、クレインもまたネッサとと共にフリュネを追いかけるのだった。
僧院へと戻ったフリュネは、141923番目の「フリュネ」であるモーランに、戦闘停止とネッサを見逃すよう願い出るが、モーランはそれを拒絶した。フラクタルの再起動を「人類のため」と口にしてきたモーランだが、フリュネと違い「鍵」にもなれず、誰からも愛されなかった彼女は、世界に対する復讐として、システムを維持することによって人類をシステムに依存させ、緩やかに滅ぼそうとしていた。
同じ頃、ロストミレニアムと合流したクレイン達はスンダとディアスの手を借りて僧院へと乗り込むが、ディアスはシステムの再起動を阻止するため、フリュネの殺害を目論んでいた。クレインはモーランの本心を知り逃亡していたフリュネと再会するが、その場に現れたバローにフリュネが捕まってしまう。そして、クレインにシステムの「鍵」に纏わる過去を話し始める。
システムが作られた当時、再起動の鍵となるある少女の生体データが登録され、それは肉体と心の二つに分けられた。そして長い年月が流れ、再起動の時が迫った時、なぜか鍵は機能しなかった。僧院は長い間10歳の少女のクローンを作り続け、彼女たちに心を入れてみたが、どれも機能しなかった。クレインが以前見た施設はそのクローン達の処分場であった。
さらに年月が経ち鍵を作る仕事を任されたバローは偶然、鍵となった少女が父親から受けた性的虐待によって二重人格となり、16歳の肉体に10歳の心を宿していたことを知る。真実を知ったバローは同じように16歳となった152589番目となるフリュネを同じように陵辱し、鍵となるフリュネを作りだしたのだった。
バローは勝ち誇った笑みを浮かべるが、その直後にフリュネによって刺され、フリュネは再び逃亡した。事実を告げられ混乱するクレインだったが、合流したエンリに一喝され急いでフリュネの後を追う。だがモーランはシステムを再起動させるため、フリュネを最上階の「空の屋根」へと誘う準備を進めていた。スンダ達と共にフリュネに追いついたクレインだが、その場に現れたディアスがモーランと共に自爆した。混乱の中、スンダは3人を「空の屋根」へと向かうエレベーターに乗せると、再起動させるか否かの選択を3人に託し、「空の屋根」へと送り出した。
ネッサは激しいダメージを受けたことで存在が消えつつあった。ネッサを助けるため、フリュネはネッサと一つとなってシステムを再起動させようと考える。クレインは自分がフリュネを想っていること、だから3人で決めようと伝える。「空の屋根」へと辿り着いた3人は、鍵となった少女の映像を見る。辛い過去を背負いながらも笑っている少女の姿を見たフリュネは再起動を決意した。
それから1年。システムは再起動したが、これまでシステムを管理していた僧院が消滅したことによって、次の再起動は不可能となった。システムに依存してきた人々は、グラニッツのリーダーとなったエンリの指導のもと、徐々にロストミレニアムと同じ昔ながらの生活様式に移っていった。クレインは、再起動以来眠り続けるフリュネと共に生活していたが、ある日フリュネが目覚める。フリュネはクレインの想いに応え、自分もクレインが大好きだと伝える。クレインは涙してフリュネを抱きしめるのだった。

## 登場人物

### 主要人物
クレイン・ネクラン
声 - 小林ゆう
本作の主人公。ヴィンテージなものが好きで、ドッペルも持っていない以外は普通の少年。14歳。父（声 - 木村雅史）と母（声 - 吉田安愉子）とは別々に暮らしており、自宅にはそれぞれのドッペルと、犬のドッペルの「ジャッキー」がいる。フリュネとネッサとの出会いをきっかけに、世界の真実を探す旅に出る。
フリュネ
声 - 津田美波
本作のヒロイン。巫女と呼ばれる少女。16歳。父であるバローの醜い本性を知り、システムを再起動させないため、ネッサを封印したブローチと共に逃亡した。
その正体は、システム再起動の鍵となるべく、鍵の器として用意された152,589人目の「フリュネ」。
ネッサ
声 - 花澤香菜
フリュネから渡されたブローチから出現した好奇心旺盛なドッペルの少女。10歳。システム再起動の鍵となる、かつて神と呼ばれていた少女の人格。
ドッペルでありながら、人に触れることができるが、その容量ゆえ近くのデータ通信を阻害し、機械を故障させてしまう。

### グラニッツ一家
フラクタルシステムを否定するロストミレニアム運動内の一派。全員がフラクタルターミナルを摘出しているためシステムの恩恵は受けられず、ドッペルもバイザー等を付けなければ見ることが出来ない。落下してきた、フラクタルの「星」（=バルーン）を集めて造った「ダナン」と呼ばれる船を持っている。食事も、家族一緒にとるようにしている。移動するときは、なるべくフラクタルシステムの「圏外」を選んで、活動している。「圏外」ではないときは、近くの住民の許可を得ている。「星祭り」の襲撃の後、一家全員が指名手配犯（賞金首）となった。
スンダ・グラニッツ
声 - 浅沼晋太郎
エンリの兄で、グラニッツ一家のリーダー。20歳。グラニッツ一家を率いて、都市のビル跡に造られた村を統治している。システムを再起動させないためフリュネ達を拉致するが、最期は再起動の選択を三人に託し、消息不明となった。
エンリ・グラニッツ
声 - 井口裕香
飛行船でフリュネを追っていた少女。13歳。グラニッツ一家の長女。兄のスンダを慕っている。大爺と大婆の孫。フリュネを匿ったクレインの家に乗り込んだ際、クレインとフリュネの間に肉体関係があったと誤解し、クレインを「えっち」と罵倒する。常に手下のタカミーとブッチャーと共に行動している。スンダが行方不明となった後、グラニッツ一家のリーダーとなった。
タカミー
声 - 宮下栄治
エンリの部下。長身の男性。普段は敬語口調で話すが、怒ると言葉が悪くなる。ツナミの夫であり、サンコの父親。三人組のうちの一人。ブッチャーが亡くなった後も、エンリに従っている。黄色のネクタイをしている。
ブッチャー
声 - 近藤浩徳
エンリの部下。太った男性。江戸っ子口調で喋る。「星祭り」襲撃の際に撃たれて死亡した。三人組のうちの一人。青いネクタイをしている。亡くなった後も、写真に、遺影として、写っている。
サンコ
声 - 今野宏美
グラニッツ一家の最年少の女の子。元気な女の子でネッサとも仲がいい。実際、ネッサとは、触れるようになっている。ツナミとタカミーの娘。
チカゲ
声 - 丸山ゆう
大爺と大婆の娘。タカミーの母。クレインのふんどしに興味を示している。
ツナミ
声 - 吉田安愉子
タカミーの妻であり、サンコの母親。チカゲと共に、クレインのふんどしに興味を示している。
ウルムト
ブッチャーの兄弟。大婆の甥（若しくは姪）の子供。紫のネクタイをしている。
ダイダラ
声 - 松丸幸太郎
ゴーワンの兄。大爺の甥（若しくは姪）の子供。緑色のネクタイをしている。大爺と共にダナンの操縦をしている。
ゴーワン
声 - 白石稔
ダイダラの弟。メカをよくいじりダナンの調整を行う。黒縁のメガネをかけている。
大婆
声 - 千々松幸子
グラニッツ一家のおばあちゃん。ドッペルであるネッサにも優しく接する。メガネがバイザーの代わりとなっている。
大爺
声 - 西村知道
グラニッツ一家の頑固者のおじいさん。ドッペルをはじめ現体制に否定的な態度をとる。クレインのことも初めは信用しなかったが、後に信頼するようになる。

### 僧院
フラクタルシステムを管理する組織。巫女が願いを捧げ星の加護を受ける儀式「星祭り」等を行い、システムを維持し続けている。元は、科学組織だったが、千年という長い時間が経つにつれ、今は宗教の様相も呈している。「鍵」と呼ばれる者を使って、崩壊しつつあるフラクタルシステムの再起動をしようとしている。軌道エレベーターの中継地点を「僧院」の一大拠点としている。
モーラン
声 - 島本須美
僧院の象徴である最高位の祭祀長。40歳。彼女もまた141,923人目の「フリュネ」。グラニッツ一家とアラバスターに襲われたのをきっかけに、ロストミレニアム全氏族を敵とし、最終決戦の火種ともなった。世界を憎み、人類を滅ぼそうとしている。
バロー
声 - 宮本充
モーランの夫。48歳。目的のためなら手段を選ばず、鍵の製法を発見し鍵の一人であるフリュネに執拗にこだわる。フリュネを捕まえるために、様々な手を講じてきた。クレイン達が僧院に突入した際、フリュネに腹部を刺され、倒れ、消息不明となる。

### その他
ディアス
声 - 前野智昭
グラニッツ一家とは別のキルダ地方を拠点にロストミレニアム運動をしているアラバスターのリーダー。グラニッツ一家の持つ「ダナン」よりは一回り小さい艦船「トリスタン」を持つ。目的のためには手段を選ばない男で、ロストミレニアムの信念に反しフラクタルターミナルを体内から摘出しておらずドッペルも駆使する。
ミーガン
声 - 豊崎愛生
フラクタルが完全に機能している都市ザナドゥでクレインを保護した成人女性型のドッペル、実はゲイルのドッペルでクレインを賞金首であることを知り僧院に引き渡そうとしていた。コリンの所から抜け出してきたクレインとネッサに対峙する。
ゲイル
声 - 塾一久
ザナドゥの近郊で自然主義者の遊牧民をしている彫刻家。クレイン達を探しに来たエンリ達の中に、フリュネを見つけ、クレイン達と共に、僧院に引き渡そうとする。
コリン
声 - 神谷浩史
ザナドゥでをネッサを保護した人物。ドッペルは青年風だが、生身は機械で生命維持をしないと生きられない身体。ミーガンとは別の目的で、クレイン達を僧院に引き渡そうとする。
電波塔の男
声 - 木村雅史
「圏外」の町で、電波塔のある家に住む男。クレインと同じくヴィンテージマニア。病に侵された体を引きずりながら、僧院無しでフラクタルの「恩恵」を町に呼び戻そうとしている。

## 用語
フラクタルシステム
クレイン達がいる世界の約千年前に造られた世界中に張り巡らされたセンサーグリッドと、複雑系量子ネットワーク、そしてそれらに電力を供給し続ける環境発電ユニットクラウドの総称。成層圏に定点浮遊する200万弱の高高度浮遊サーバ中継基地「バルーン」によって維持されている。人々は、脳内に埋め込まれた微小機械「フラクタルターミナル」を使って定期的にライフログを提供することで、一定の基礎所得（ドネ）を得ることができる。またこれによってドッペルを含む様々な拡張現実を利用することができる。
しかし、長く時が経つにつれ、フラクタルシステムを理解できる技術は失われ、バルーンも故障や事故により、年々その数を減らしており、量子ネットワークの完全な維持はもはや不可能となりつつある。バルーンのカバーできないエリアは「圏外」となり、今では圏外難民が頻発している。
ドッペル
人々が日常的に使用する電子的分身。持ち主の思考をある程度トレースして、機能する人工知能エージェント（代理人）であり、他人との簡素なコミュニケーションを執り行う。この時代、ビジネスや交友において、まず相手に自分のドッペルを発行するのが一般的となっている。よほどのことがなければ、直接本人同士が接触することはない。ドッペルが行ったコミュニケーションの記録は、ネットワークを介して、定期的に本人に報告される。本人との接続が途絶えても、自立して機能し続ける。また、フラクタルシステムが動き始めた当初は、ドッペルも人型をしていたが、時が経つにつれ、フラクタルシステムの劣化と共に、形も簡単な形にしかなれない様になっている。しかし、ザナドゥのような完全都市では、未だに人型のドッペルが多数存在する。
ロストミレニアム運動
フラクタルシステムが起動し始めてからの千年を、人類が堕落し、誇りや気概を失ったとして、フラクタルからの解放を目指す運動。略称は「ロスミレ」。劇中に出てくる、スンダが率いている「グラニッツ一家」、ディアスが率いている「アラバスター」の他にも、様々な氏族が存在している。ただ、それらの氏族達は、スンダやディアスも含めて、穏健派や過激派など、様々な主義・主張で分かれており、全氏族が集まる会議が前回招集されたのが50年も前のことである。
ドネ
いわゆる基礎所得電子紙幣。週ごとに、個々人のターミナルに転送され、貯蓄や投資などと言った行為には使用することができない。一般の人々の多くはこれを得ることにより、働くことなく日常を過ごすことができる。
モネ
市場経済を支える古典的経済システム。ドネ等で穏やかに暮らす人々がいる一方で、ザナドゥ等の経済活動が活発なところでは、モネを使用する人々がごくわずかではあるが存在している。
完全都市ザナドゥ
フラクタルシステムが唯一完全に機能している都市。人型のドッペルやカジノなどが存在する。ザナドゥ等の経済活動が活発な場所で使われた「モネ」でできた剰余がベーシックインカムの「ドネ」として、一般民衆に分配されている。劇中の多くの者があこがれる都市であるが、実際にはコンクリートで出来た無機質な都市で、殆どの物が「作られた」物であり、ベッドや噴水なども実際には触れないようになっている。ザナドゥのお金持ちの一部は、本体は郊外で遊牧民のような生活をし、その一方でドッペルをザナドゥで暮らさせている。
星祭り
僧院が開く「祭典」。普通の祭りとは違い、人々を空に向かって伸びるアンテナの近くに呼び寄せ、星（バルーン）を集め、僧院の巫女が僧院の祝詞を唱えて終了する。だが、実際には、人間の体内のナノマシンをアップデートし、人々がフラクタルシステムに疑問を抱かない様に「洗脳」するものである。また、アップデート中はナノマシンを体内に入れている者は動くことができず、目が空のバルーンに向かって釘づけとなる。

## スタッフ
- 原作 - マンデルブロ・エンジン[15][注 1]
- 監督 - 山本寛[15]
- シリーズ構成 - 岡田麿里[15]
- ストーリー原案 - 東浩紀[15]
- キャラクター原案 - 左[15]
- キャラクターデザイン・総作画監督 - 田代雅子[15]
- メカニックデザイン - 林勇雄[15]
- セットデザイン - 青木智由紀[15]、イノセユキエ[15]
- プロップデザイン - 田中裕介[15]
- 美術監督・イメージデザイン - 袈裟丸絵美[15]
- 色彩設計 - 中島和子[15]
- 撮影監督 - 石黒晴嗣[15]
- 編集 - 坪根健太郎[15]
- 音楽 - 鹿野草平[15]
- 音楽制作 - フジパシフィック音楽出版、ソニー・ミュージックエンタテインメント、エピックレコードジャパン
- 音響監督 - 鶴岡陽太[15]
- チーフプロデューサー - 山本幸治
- プロデューサー - 磯田敦仁、落越友則
- アニメーションプロデューサー - 清水暁
- プロダクション協力 - Ordet[15]
- アニメーション制作 - A-1 Pictures[15]
- 制作 - フラクタル製作委員会[15]（アスミック・エース エンタテインメント、フジテレビジョン、A-1 Pictures、ソニー・ミュージックエンタテインメント、電通、東宝）

## 主題歌
オープニングテーマ「ハリネズミ」
作詞・作曲・歌 - AZUMA HITOMI / 編曲 - AZUMAYA
エンディングテーマ「Down By The Salley Gardens」（第1話 - 第4話、第9話 - 第11話）
作詞 - WILLIAM BUTLER YEATS / 作曲 - アイルランド民謡 / 編曲 - AZUMAYA / 歌 - AZUMA HITOMI
エンディングテーマ「サリーガーデン」（第5話 - 第8話）
作詞 - WILLIAM BUTLER YEATS / 作曲 - アイルランド民謡 / 日本語版作詞・歌 - AZUMA HITOMI / 編曲 - AZUMAYA
挿入歌「昼の星」
作詞 - 岡田麿里 / 作曲・編曲 - 神前暁 / 歌 - AZUMA HITOMI

## 各話リスト
| 話数       | サブタイトル   | 脚本     | 絵コンテ                 | 演出       | 作画監督          |
| ---------- | -------------- | -------- | ------------------------ | ---------- | ----------------- |
| EPISODE 01 | 出会い         | 岡田麿里 | 山本寛                   | 山本寛     | 田代雅子          |
| EPISODE 02 | ネッサ         | 岡田麿里 | 神戸守                   | 神戸守     | 田中裕介          |
| EPISODE 03 | グラニッツの村 | 岡田麿里 | 藤森かずま               | 伊藤祐毅   | 近岡直            |
| EPISODE 04 | 出発           | 岡田麿里 | 足立慎吾                 | 足立慎吾   | 林勇雄            |
| EPISODE 05 | 旅路           | 大西信介 | 吉岡忍                   | 吉岡忍     | 松尾祐輔          |
| EPISODE 06 | 最果ての街     | 岡田麿里 | 藤森かずま               | 三浦陽     | 山崎秀樹          |
| EPISODE 07 | 虚飾の街       | 吉野弘幸 | 牧原亮太郎               | 牧原亮太郎 | 伊東伸高          |
| EPISODE 08 | 地下の秘密     | 大西信介 | 神戸守                   | 神戸守     | 河合拓也 浅賀和行 |
| EPISODE 09 | 追いつめられて | 吉野弘幸 | 伊藤祐毅                 | 伊藤祐毅   | 近岡直 赤井俊文   |
| EPISODE 10 | 僧院へ         | 岡田麿里 | 伊藤智彦                 | 伊藤智彦   | 林勇雄 田中裕介   |
| EPISODE 11 | 楽園           | 岡田麿里 | 山本寛 吉岡忍 牧原亮太郎 | 山本寛     | 河合拓也 浅野直之 |

## 放送局
| 放送地域   | 放送局               | 放送期間                                       | 放送日時                              | 放送系列       | 備考                             |
| ---------- | -------------------- | ---------------------------------------------- | ------------------------------------- | -------------- | -------------------------------- |
| 関東広域圏 | フジテレビ           | 2011年1月13日 - 3月31日                        | 木曜 24:45 - 25:15                    | フジテレビ系列 | 製作委員会参加 ノイタミナ枠第1部 |
| 日本全域   | フジテレビ On Demand | 2011年1月14日 - 4月1日                         | 金曜 更新                             | 有料ネット配信 |                                  |
| 近畿広域圏 | 関西テレビ           | 2011年1月18日 - 4月12日                        | 火曜 25:35 - 26:05                    | フジテレビ系列 | アニメわ〜く!第1部               |
| 中京広域圏 | 東海テレビ           | 2011年1月20日 - 4月7日                         | 木曜 26:05 - 26:35                    | フジテレビ系列 |                                  |
| 山形県     | さくらんぼテレビ     | 2011年2月5日 - 4月23日                         | 土曜 25:05 - 25:35                    | フジテレビ系列 |                                  |
| 日本全域   | BSフジ               | 2011年2月26日 - 4月2日 2011年4月9日 - 5月14日  | 土曜 25:00 - 25:30 土曜 25:30 - 26:00 | BSデジタル放送 | ノイタミナ枠第1部                |
| 佐賀県     | サガテレビ           | 2011年4月21日 - 6月30日                        | 木曜 24:35 - 25:05                    | フジテレビ系列 |                                  |
| 北海道     | 北海道文化放送       | 2011年4月24日 - 7月3日                         | 日曜 25:45 - 26:15                    | フジテレビ系列 |                                  |
| 日本全域   | フジテレビTWO        | 2011年12月3日 - 12月17日 2012年1月7日 - 2月4日 | 土曜 22:00 - 23:00 土曜 24:00 - 24:30 | CS放送         | リピート放送あり                 |

## 批評
アニメ評論家の藤津亮太は、放送終了後、朝日新聞のコラムで「現在のアニメの寓意に見える」「アニメによるアニメ業界批評にも見える作品」などと評している。脚本家の沼田やすひろは本作について、スタジオジブリのスタイルに囚われすぎている点と、主人公の動機が曖昧な点を批判している。アニメ評論家の氷川竜介は、公式本の寄稿において「きれいに破綻なく作る、どう売れスジに乗せるかという現在主流の価値観からすれば、これは決してよくできたテレビアニメとは言えない。あまりにいびつに感じられる点が多い」と指摘している。

## 関連商品

### 映像ソフト
BDとしてはねんどろいどぷち付きの数量限定生産版（1-2巻のみ）と初回限定生産版、DVDは初回限定生産版1系統のみと計3系統で発売されている。第1巻のみ2話収録で第2巻以降は各巻3話収録となり、全4巻。
発売元はアスミックエース・フジテレビ、販売元は東宝である。
各巻ともパッケージイラストはキャラクター原案の左描き下ろしで封入特典にはブックレットとポストカード、劇伴ピアノ楽譜が封入されている。
各巻のオーディオコメンタリーは全話に収録されているわけではなく、各巻の中で特定の1話のみの収録である。
| 巻数 | 発売日        | 収録話         | オーディオコメンタリー出演者                   | 規格品番         | 規格品番         | 規格品番          |
| 巻数 | 発売日        | 収録話         | オーディオコメンタリー出演者                   | 数量限定生産版BD | 初回限定生産版BD | 初回限定生産版DVD |
| ---- | ------------- | -------------- | ---------------------------------------------- | ---------------- | ---------------- | ----------------- |
| 1    | 2011年4月22日 | 第1話 - 第2話  | 第1話：山本寛、小林ゆう、津田美波、花澤香菜    | TBR21099D        | TBR21091D        | TDV21095D         |
| 2    | 2011年5月27日 | 第3話 - 第5話  | 第3話：山本寛、小林ゆう、津田美波、花澤香菜    | TBR21100D        | TBR21092D        | TDV21096D         |
| 3    | 2011年6月24日 | 第6話 - 第8話  | 第6話：山本寛、小林ゆう、井口裕香、浅沼晋太郎  | -                | TBR21093D        | TDV21097D         |
| 4    | 2011年7月22日 | 第9話 - 第11話 | 第11話：山本寛、小林ゆう、井口裕香、浅沼晋太郎 | -                | TBR21094D        | TDV21098D         |

### 書籍
- アニメディア編集部編 『フラクタル オフィシャルログブック』 学研パブリッシング〈学研ムックアニメシリーズ〉、2011年、ISBN 978-4-05-606304-2

## 漫画
漫画（コミカライズ）版がアニメに先駆け、スクウェア・エニックスのウェブコミック配信サイト『ガンガンONLINE』にて2010年9月30日更新分から2011年11月17日更新分まで連載された。作画は赤﨑睦美。内容はアニメに準拠したものとなっている。
2011年6月、作者の赤﨑がブログで原作アニメを非難したことが物議を醸し、激怒した監督の山本が連載の打ち切りを示唆した。翌7月に赤崎が製作委員会と山本に対し正式に謝罪をしたことで打ち切りは回避され、最後までストーリーを描き切って完結した。

### 単行本
- マンデルブロ・エンジン[注 1]（原作）・赤﨑睦美（作画）『フラクタル』 スクウェア・エニックス〈ガンガンコミックスONLINE〉、全3巻

| 初版発行日 | 初版発行日    | ISBN                   |
| ---------- | ------------- | ---------------------- |
| 1          | 2011年1月22日 | ISBN 978-4-7575-3124-6 |
| 2          | 2011年7月22日 | ISBN 978-4-7575-3288-5 |
| 3          | 2012年1月21日 | ISBN 978-4-7575-3479-7 |

## 小説
アニメのストーリー原案を担当した東浩紀による小説『フラクタル/リローデッド』が2011年1月6日発売の『ダ・ヴィンチ』2011年2月号から 4月6日発売の5月号まで連載された。同5月号では2011年秋に単行本が刊行予定と告知されていたが、その後、書籍化はされていない。内容はアニメとは異なる別の物語となっている。
舞台はアニメの最終話でシステムが再起動した大初期化（グレート・イニシャライゼーション）の事件から200年後の世界。主人公はクレインの子孫であり、祖先の真実を探すストーリーとなっている。

## ソーシャルゲーム
2011年03月23日からニジボックスがモバゲータウンとGREEでリリースした、アイテム課金制のソーシャルゲーム。

## アプリ配信
ブラウザゲームとしてソーシャルゲームが配信されていたが、他に撮りおろしボイスを収録した『フラクタルめざまし フリュネ&ネッサ』が2011年8月12日に発売。「フラクタル」のキャラクターであるフリュネ（cv.津田美波）とネッサ（cv.花澤香菜）の声を収録している。